# Glade ungdom
Glade ungdom er en amerikansk stumfilm fra 1920 af Lloyd Ingraham.

## Medvirkende
- Douglas MacLean som Dr. Arthur P. Hampton
- Doris May som Mary Jane Smith
- Victor Potel som Johnny Stokes
- Neal Burns som Stub Masters
- James Gordon som George P. Hampton
- Lizette Thorne som Angelica Burns
- Ida Lewis som Mrs. Merrivale